# Louis (canción de Franco De Vita)
«Louis» es una canción escrita, producida e interpretada por el cantautor ítalo-venezolano Franco De Vita, perteneciente al tercer álbum de estudio en solitario Al norte del sur (1989). Al igual que otras canciones del cantautor, Louis también obtuvo un éxito arrollador, en la que logró por lo menos ocupar los primeros lugares de las listas radiales, no solamente en Venezuela, sino también en otros países de Hispanoamérica, en Estados Unidos y España, incluyendo también en el mercado musical de Brasil.

## Historia y letra de la canción
La canción habla de un muchacho llamado Louis o simplemente Luis, cuyo sueño era ser cantante, aunque a la vez era esposo y padre de familia, y ejerciendo su profesión como cantante, podría sostener y sacar adelante a su familia. Louis hace todos los esfuerzos y sacrificios para hacer realidad sus sueños, como escribir y componer canciones y después presentarse en vivo. Ya que sin la ayuda de nadie, Louis logra realizar sus sueños.
La letra está inspirada en cómo vivieron los cantantes para hacer sus sueños realidad. Tal como relata el tema, ser un cantante o actor profesional, no es una carrera fácil de ejercer ya que se requiere mucho sacrificio, empeño y depender a sí mismo, de la creatividad que una persona realiza para contar el apoyo del público. Sin embargo, también la canción nos refleja que la mayor parte de los artistas eran de clase media y baja, pero que al descubrir sus talentos hacen todo lo posible para ejercer una carrera profesional como cantante.
El artista respondió en una entrevista que le fue realizada en México en el año de 1990: -"¿Eres tú mismo el personaje de la canción?" -"Sí, esa canción es mi vida, aunque definitivamente yo nunca tuve un taxi y eso lo inventé para que rimara con la canción. En cambio yo tuve que trabajar mucho tiempo en la tintorería de mi padre, lavando y planchando ropa. Entonces los sueños de Louis son los mismos que de Franco De Vita. Desde que me acuerdo siempre tuve el deseo de ser cantante. Louis es un poco de lo que yo siempre quise ser y creo en general, toda la gente tiene algo de este personaje..."

## Versiones
- En 1991, el cantante cuartetero argentino La Mona Jiménez realiza un cover de esta canción, llegando a cantarla en vivo con Franco en el programa Pan y Manteca emitido por la señal de cable Canal 12 (Córdoba).
- La canción ha sido interpretada en todos los álbumes en vivo del cantante: En vivo marzo 16 (1991), Mil y una historias en vivo (2006) y En primera fila (2011).
- Fue incluida en el álbum Segundas partes también son buenas (2002), donde también figuran temas ya grabados previamente como Latino, Sexo y Aún vivo.

## Nominaciones
| Año  | Ceremonia                                 | Categoría                                      | Resultado |
| ---- | ----------------------------------------- | ---------------------------------------------- | --------- |
| 1990 | MTV Video Music Award (MTV Internacional) | Video del año por Elección de los Televidentes | Nominado  |